# God's Project
God's Project (en español: «Proyecto de Dios») es el título del quinto álbum de estudio grabado por el grupo de bachata Aventura. Fue lanzado al mercado bajo los sellos discográficos Premium Latin Music y Sony BMG Norte el 26 de abril de 2005.

## Lista de canciones
Todas las canciones escritas y compuestas por Anthony "Romeo" Santos, excepto donde se indique. 
| N.º | Título                                                   | Duración |  |
| 1.  | «Intro»                                                  | 1:24     |  |
| 2.  | «Angelito»                                               | 4:53     |  |
| 3.  | «La boda»                                                | 4:49     |  |
| 4.  | «Un Chichí»                                              | 3:59     |  |
| 5.  | «Volvió la traicionera»                                  | 3:23     |  |
| 6.  | «La niña»                                                | 4:53     |  |
| 7.  | «Our Song»                                               | 4:26     |  |
| 8.  | «Bar Skit»                                               | 0:49     |  |
| 9.  | «Ella y yo» (Con Don Omar)                               | 4:27     |  |
| 10. | «Un beso»                                                | 4:23     |  |
| 11. | «Voy Malacostumbrado»                                    | 4:33     |  |
| 12. | «Ciego de Amor» (Con Antony Santos)                      | 5:07     |  |
| 13. | «Audition Skit»                                          | 6:47     |  |
| 14. | «Por tu orgullo»                                         | 4:19     |  |
| 15. | «You're Lying» (Con Nina Sky)                            | 4:24     |  |
| 16. | «We Got The Crown "Envidia" (Remix)» (Con Tego Calderón) | 4:05     |  |

## Premios y reconocimientos

### Billboard Latin Music Awards
- 2006: Álbum Tropical del Año, Dúo o Grupo[3]
- 2006: Tema Tropical Airplay del Año, Dúo o Grupo por «Ella y Yo» - Aventura Featuring Don Omar

## Posicionamiento en las listas
| Lista (2005/2006)               | Máxima posición |
| ------------------------------- | --------------- |
| Ecuadorian Albums               | 18              |
| French Albums                   | 20              |
| Italian Albums                  | 32              |
| Swiss Albums                    | 2               |
| U.S. Billboard 200              | 133             |
| U.S. Billboard Top Latin Albums | 5               |
| U.S. Billboard Tropical Albums  | 1               |

### Sucesión y posicionamiento
| Predecesor: Barrio fino de Daddy Yankee        | U.S. Billboard Tropical Albums — Álbum N.º. 1 (Primera vuelta) 21 de mayo de 2005 - 8 de julio de 2005          | Sucesor: Ironía de Andy Andy              |
| Predecesor: Éxitos y más de Monchy & Alexandra | U.S. Billboard Tropical Albums — Álbum N.º. 1 (Segunda vuelta) 14 de octubre de 2006 - 27 de octubre de 2006    | Sucesor: Soy como tú de Olga Tañón        |
| Predecesor: Soy como tú de Olga Tañón          | U.S. Billboard Tropical Albums — Álbum N.º. 1 (Tercera vuelta) 18 de noviembre de 2006 - 8 de diciembre de 2006 | Sucesor: Los cocorocos de Varios artistas |